# Distretto di Warin Chamrap
Il distretto di Warin Chamrap (in thailandese: วารินชำราบ) è un distretto (amphoe) della Thailandia, situato nella provincia di Ubon Ratchathani.